# Кмети, Дьёрдь (Исмаил-паша)
Дёрдь Кмети или Исмаил-паша (24 мая 1813, Вышна-Покорадз, у Римавской Соботы, Словакия — 25 апреля 1865, Лондон) — венгерский генерал во время войны за независимость Венгрии (1848—1849), позже генерал турецкой армии под именем Исмаил-паша.

## Биография
Сын небогатого протестантского пастора Пала Кмети, умершего, когда Дьёрдь был маленьким, так что его воспитывал старший брат. Учился в евангелическом лицее в Прешове, а затем в Бреслау. Поступив на службу в австрийскую армию, оказался в итальянской армии фельдмаршала Радецкого, к концу 1847 года дослужился до звания старшего лейтенанта. 
В 1848 году принял участие в революции в Венгрии, присоединившись к новообразованной венгерской армии в звании капитана. Во главе четырех отрядов он присоединился к Лайошу Кошуту, направлявшемуся в лагерь Яноша Моги, и принял участие в битве при Швехате. В качестве командира дивизии участвовал в походах Гёргея в январе и феврале 1849 года. 13 июня одержал ярчайшую победу в своей карьере, разгромив в бою при Чорне бригаду генерал-майора Франца Висса, и 26 июня ему было присвоено звание генерала.
В битве при Ихасе 27 июня потерпел поражение от войск генерал-лейтенанта Эдлера фон Варенсберга. Этим австрийские войска отрезали его от армии Артура Гёргея на Верхнем Дунае, поэтому форсированным маршем он двинулся на юг, но опоздал, чтобы сыграть значительную роль в бою 14 июля против Елачича. 9 августа он и его дивизия присоединились к основным венгерским силам под Темешваром. В сражении при Темешваре он успешно атаковал на левом фланге, но из-за бегства других венгерских частей также был вынужден отступить. В бою 15 августа при Лугоше провел успешный арьергардный бой с имперскими войсками, а затем присоединился к войскам генерала Вечея.
После того как революция была подавлена Австрийской империей при поддержке России он нашел убежище в Турции вместе с Юзефом Бемом и другими венгерскими генералами. Вскоре, чтобы лучше уклоняться от запросов об экстрадиции, требуемых австрийским и российским правительствами, Дёрдь Кмети обратился в ислам и принял имя Исмаил-паша, поступив на службу к султану Абдул-Меджиду I. Поступив в османскую армию в звании бригадного генерала, он вместе с Бемом подавил восстание в Алеппо, в Сирии. Он также принимал участие в Крымской войне (1853–1856) и руководил защитой крепости Карс, опорой османской обороны в восточной Анатолии, отразил штурм генерала Н. Н. Муравьёва, но когда голод достиг высшей степени, передал начальство английскому полковнику Уильямсу и отступил в Эрзерум. На нападки англичан по поводу ведения защиты он ответил брошюрой «А narrative of the defence of Kars on the 23 of Sept. 1855» (Лондон, 1856). После капитуляции Карса в ноябре 1855 г. вернулся в Константинополь, где был возведен в чин дивизионного генерала и стал членом совета Танзимата. В 1861 году он был назначен губернатором Кандии на Крите.
Никогда не женатый, Дёрдь Кмети умер бездетным в Лондоне в 1865 году в возрасте 51 года. Он похоронен на кладбище Кенсал-Грин в Лондоне.